# 上希姆尼庫鄉
44°23′N 23°48′E / 44.383°N 23.800°E
上希姆尼庫鄉（羅馬尼亞語：Comuna Șimnicu de Sus, Dolj），是羅馬尼亞的鄉份，位於該國西南部，由多爾日縣負責管轄，面積58平方公里，海拔高度106米，2007年人口4,217，人口密度每平方公里73人。